# Ceriosperma
Ceriosperma é um género botânico pertencente à família Brassicaceae.